# Renzo Allegri
Renzo Allegri, talijanski novinar, pisac osvrta i glazbeni kritičar. Napisao je više od pedeset knjiga, od kojih su mnoge prevedene na engleski jezik. U svojim knjigama često se bavi vjerskim temama. Njegove uspješnice uključuju naslove poput Padre Pio: čovjek nade i Terezija od Siromaha.

## Djela
Napisao više djela, od kojih se ističu:
- Padre Pio: čovjek nade
- Terezija od Siromaha
- Krv Kristova
- Razgovori s Majkom Terezijom